# Pieve di Chio
Pieve di Chio è una frazione del comune di Castiglion Fiorentino, in provincia di Arezzo. Si trova nella parte nord-orientale della Val di Chio, nella sponda destra del torrente Vingone che l'attraversa.

## La località
Il nome del paese nasce dalla pieve di Santa Maria a Chio, menzionata per la prima volta nel 1063, quindi nelle decime del XIII secolo, quando aveva a sé ben undici chiese. Il pleberio allora si estendeva ben oltre la vallata omonima, includendo i monti orientali e parte della valle del Nestore. Tra il Trecento e il Quattrocento vari pievani furono coinvolti in episodi violenti: uno venne alle mani con un contadino e poi con una donna; altri due vennero feriti con la spada; un altro ancora fu condannato poiché portava armi proibite e giocava d'azzardo. Nel 1692 il paese era il più grande della vallata, contando 350 anime. L'attuale edificio religioso risale alla fine del XVIII secolo; i lavori vennero eseguiti in seguito ad un ordine del Granduca di Toscana Pietro Leopoldo, il quale nel 1774 dispose che fosse costruita una nuova chiesa poco distante dalla precedente. Taluni ipotizzano che la pieve antica, in origine, fosse ubicata nel colle di Gaggioleto, poco distante da qui.
L'attuale costruzione dà sulla piazza principale del paese. La facciata è completamente intonacata; sopra il portale vi è una finestrella circolare. L'interno si presenta ad un'unica navata con un altare maggiore e due laterali, sormontati da due interessanti tele. In quella di destra è raffigurata la Madonna che porge la Corona del Rosario a San Domenico, mentre Gesù Bambino, con in mano una piccola croce, è rivolto verso Santa Caterina che è in ginocchio in atto di adorazione. A sinistra invece vi è una tela malridotta che fa da cornice ad un'immagine della Madonna Addolorata; nel dipinto, in piedi sulla destra vi è San Giuseppe con in collo Gesù; a sinistra, un frate francescano in meditazione e al centro un piccolo angelo seduto. Dietro l'altare maggiore vi è l'abside, risalente al tardo Seicento.
La località annovera anche un oratorio, sulla destra della pieve, della locale Confraternita del Corpus Domini, con un'interessante tela della Presentazione di Gesù al tempio. Il centro storico si snoda a ridosso del torrente dietro alle due chiese; in particolare vi è un'antica casa torre, con un doppio portale d'ingresso sormontato da due archi, uno ribassato e uno a tutto sesto. L'abitato termina poco oltre, all'altezza di una piccola piazza con un pozzo al centro.

## Gaggioleto
Piccolo borgo, Gaggioleto è una frazione di Castiglion Fiorentino, seduta su una dolce collina nelle vicinanze del paese di Pieve di Chio. Tra le sue abitazioni due destano particolare interesse. La prima è una casa torre risalente almeno al XVI secolo, in elegante stile toscano, recentemente restaurata dopo mezzo secolo d'abbandono; la seconda è un vecchio mulino, in fase di ristrutturazione, che viene additato come possibile antica pieve di Santa Maria a Chio. Il nome del paese probabilmente deriva da "gladiolus", che probabilmente venne storpiato in "giaggiolo".

## Santo Stefano

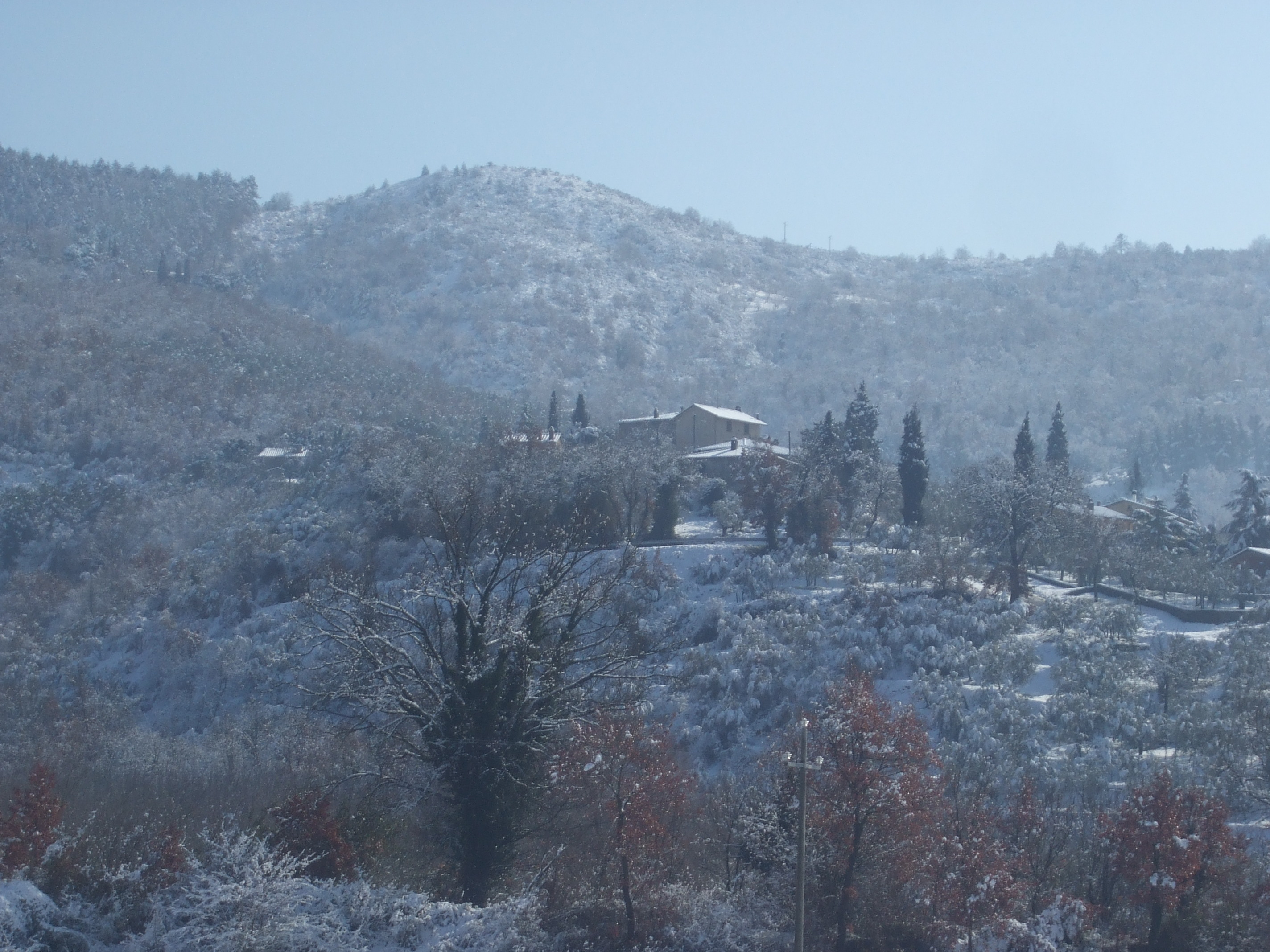
Santo Stefano, veduta invernale

Santo Stefano è una frazione di Castiglion Fiorentino, ubicata su un promontorio in Val di Chio. Fu sede, già dal 1063, di un piccolo ospedale con oratorio annesso. La struttura in seguito passò sotto l'amministrazione del Magistrato del Bigallo di Firenze che nel 1778 lo cedette a quello di Santa Maria della Misericordia di Castiglioni. Tra i beni passati di mano, vi erano alcuni terreni nella valle oltre ad una piccola casa con forno in paese, davanti alla chiesa della SS. Trinità.
Oggi Santo Stefano ospita strutture agrituristiche; il paese è raggiungibile dalla provinciale della Val di Chio tramite una strada comunale che fu l'antica via di valico che conduceva alla valle del Nestore e, da qui, a Città di Castello. Proseguendo la strada, che appena dopo Santo Stefano diviene sterrata, passando per boschi e oliveti, si giunge all'antica osteria, detta dei Caldesi e si prosegue (con un fuoristrada) fino alle rovine del castello della Montanina.

## Immagini varie

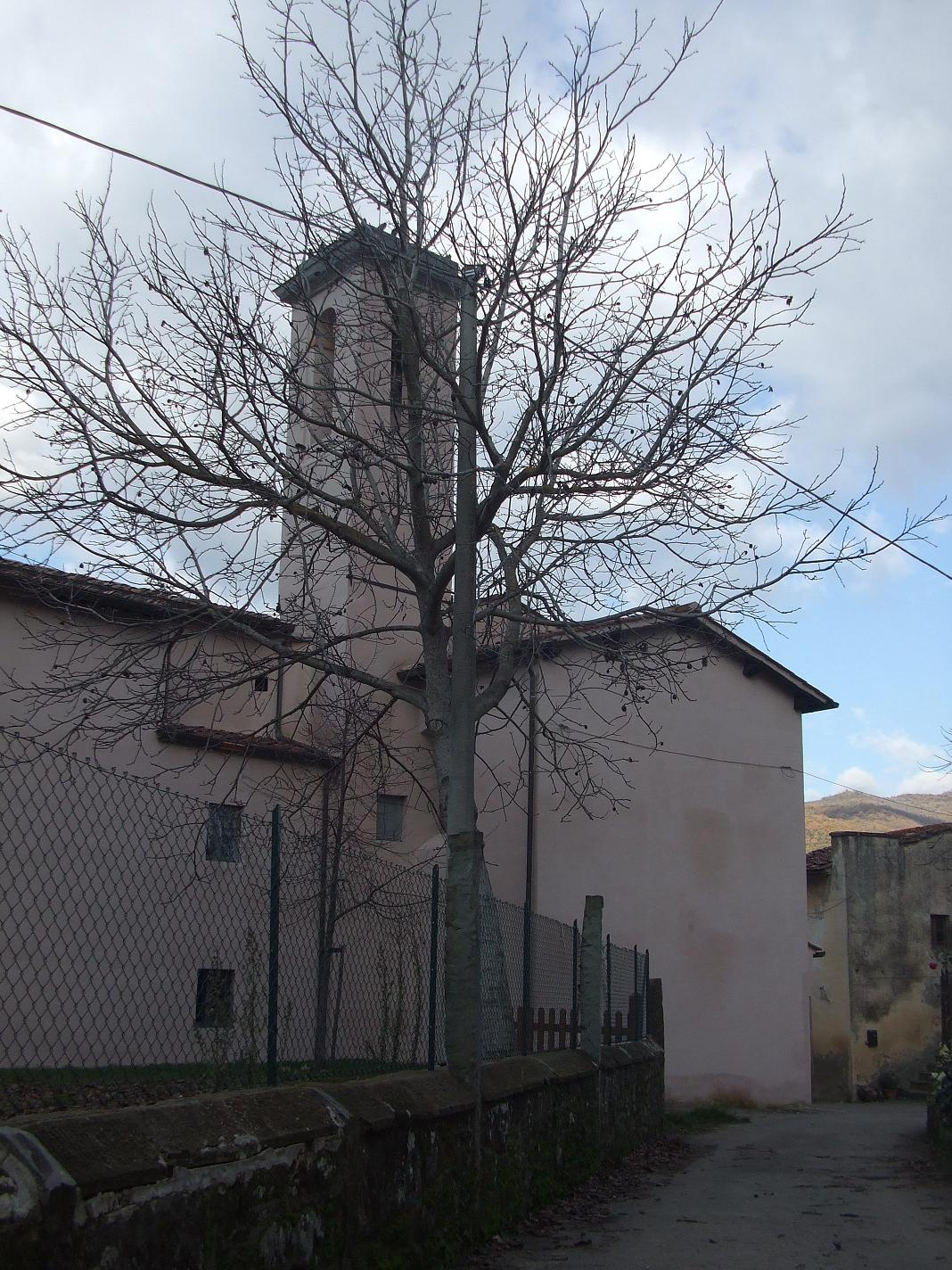
La Pieve di Chio
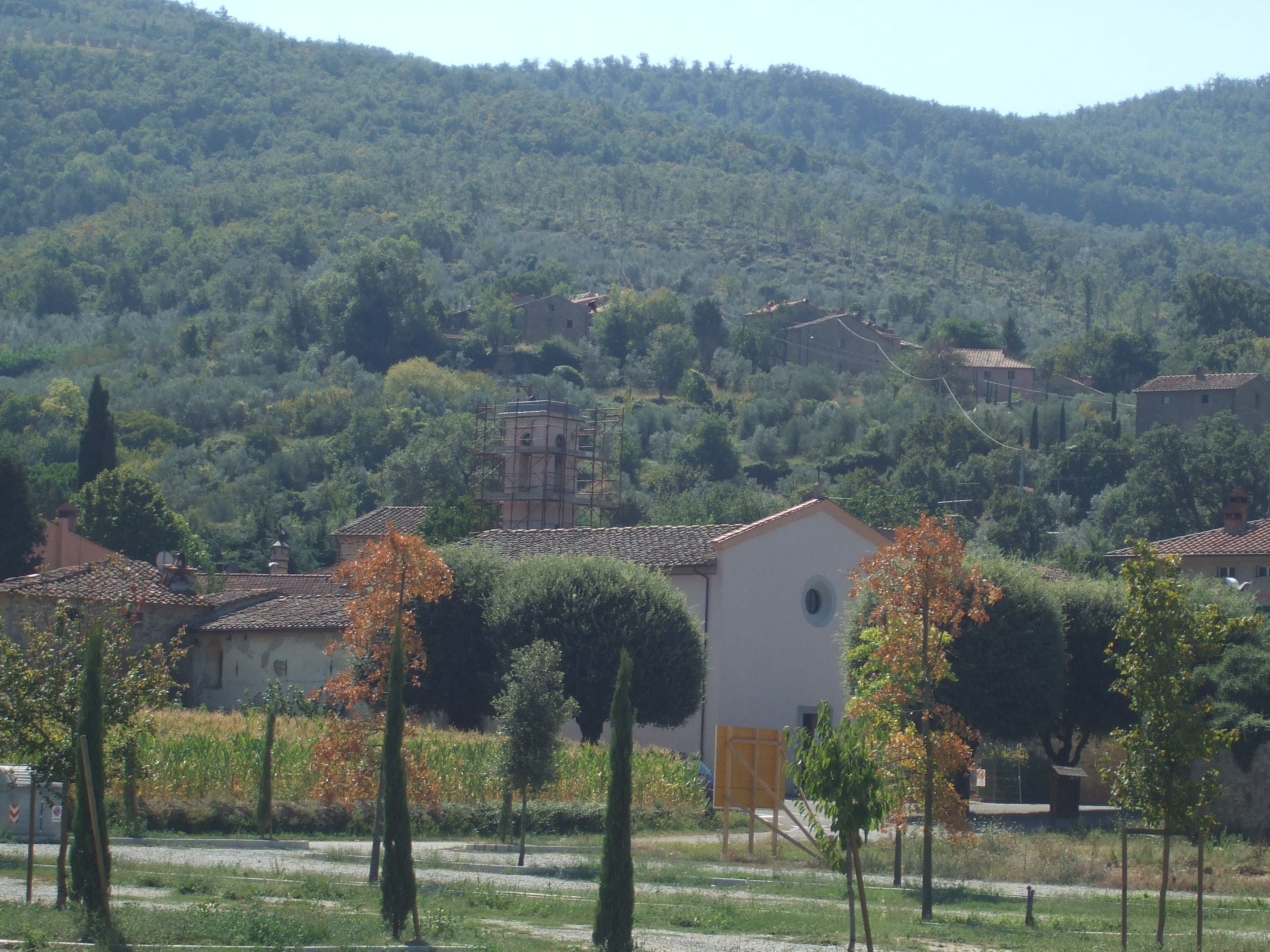
La Pieve immersa nel verde delle colline della Montanina
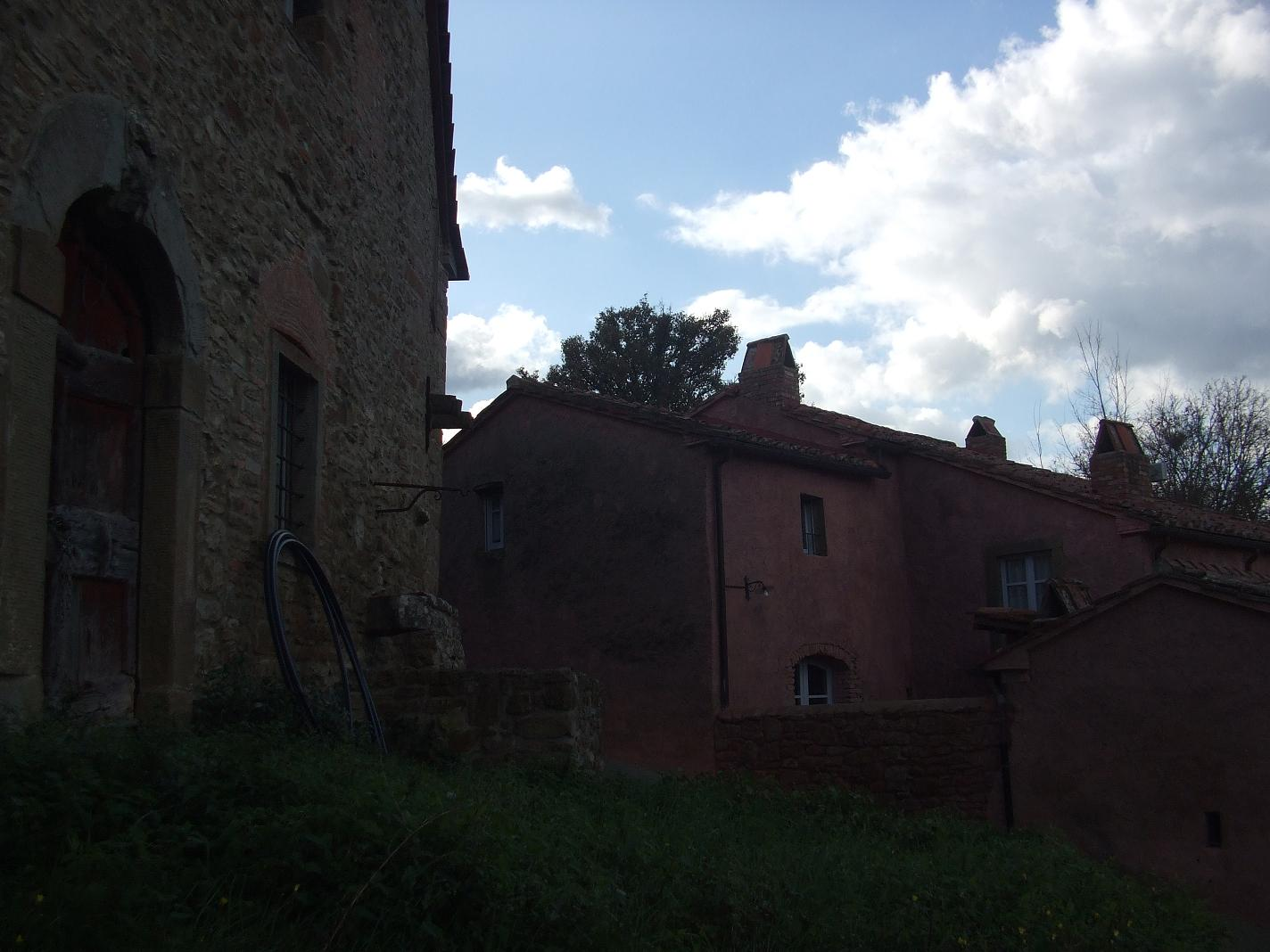
Gaggioleto; a sinistra l'ingresso di quella che forse fu l'antica pieve
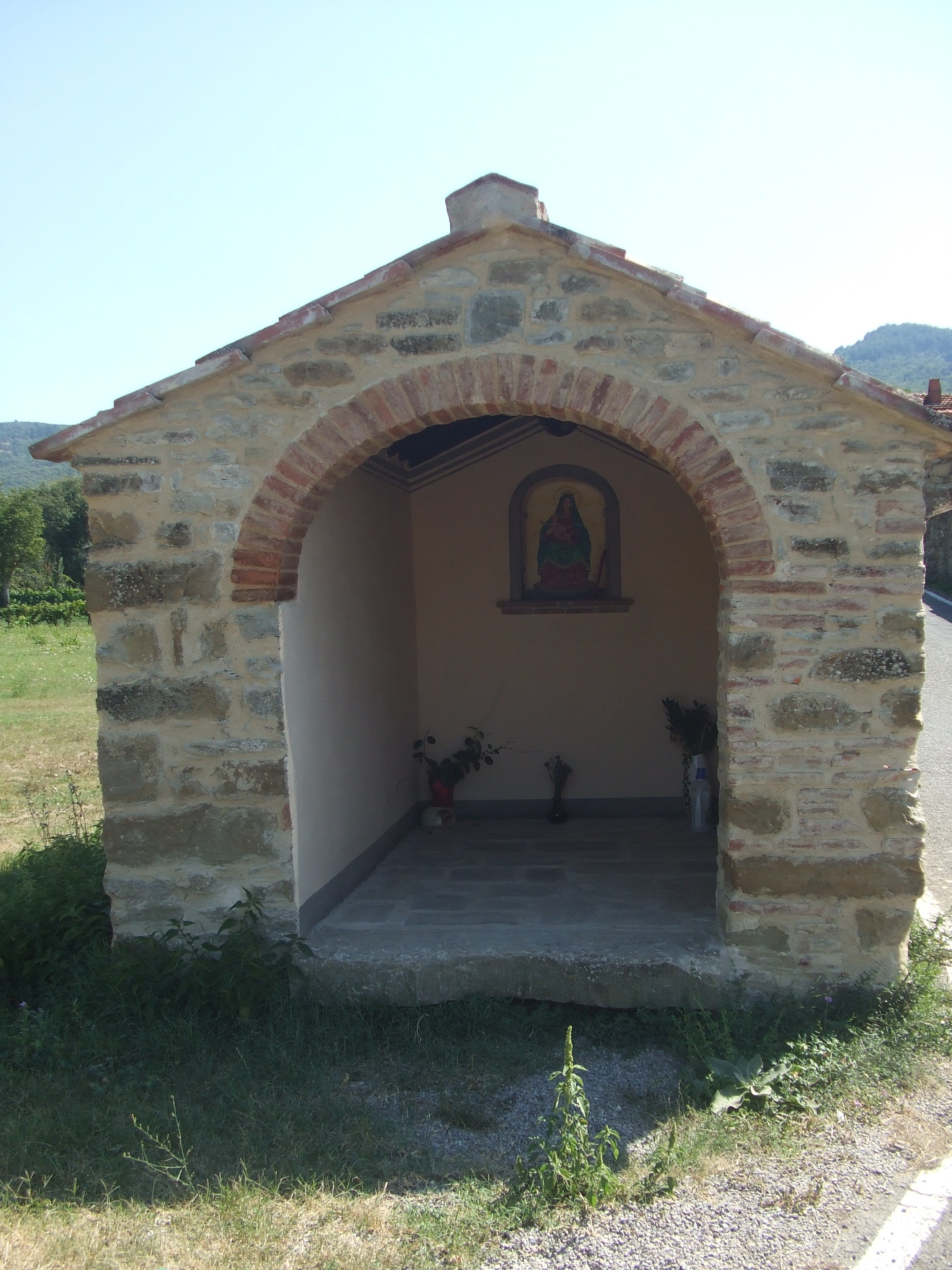
La maestà del Toppo, tra Pieve di Chio e Santo Stefano
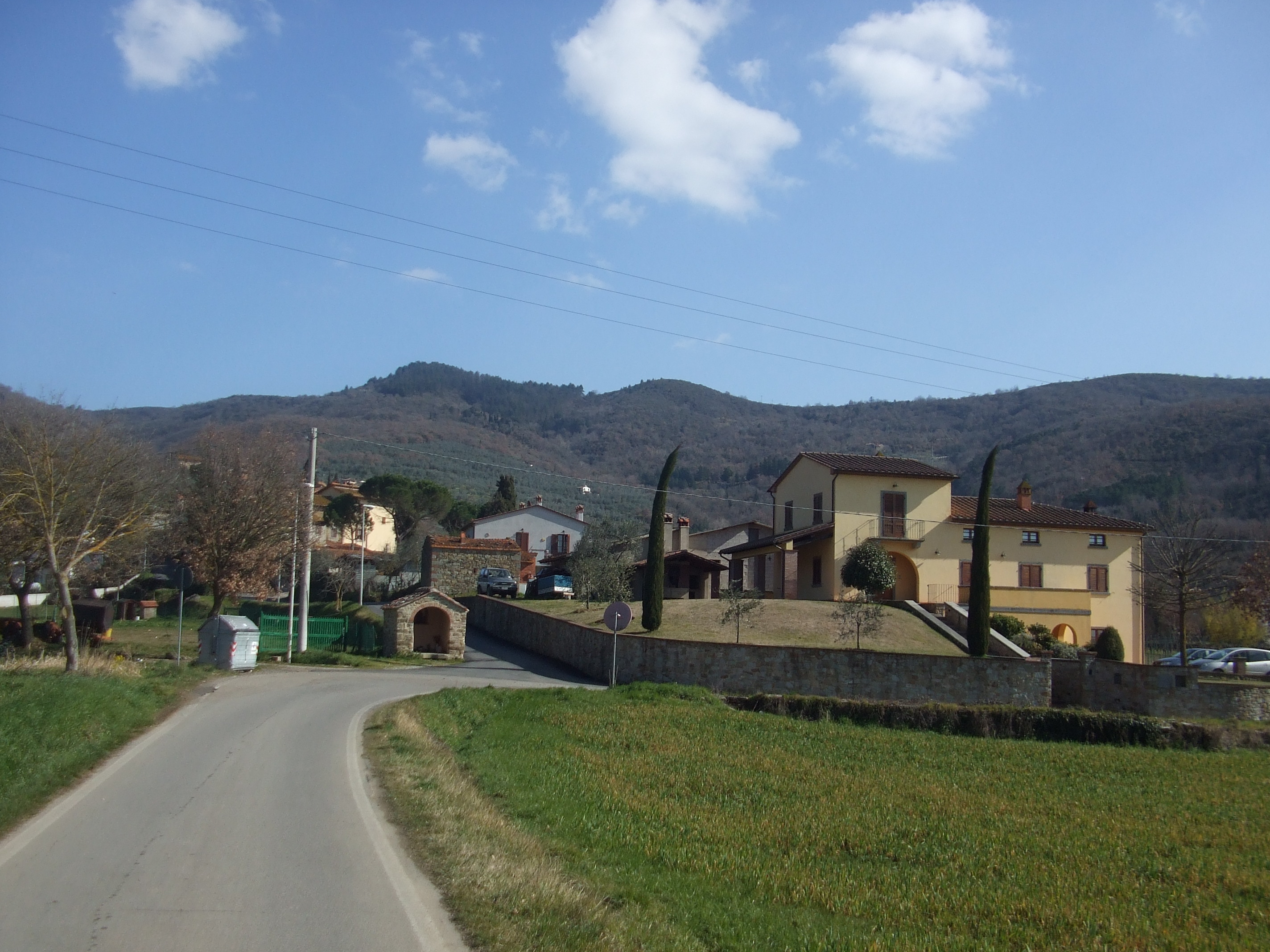
Il Toppo